# Tanganyika
Tanganyika (/ˌtæŋɡənˈjiːkə/ TANG-gən-YEE-kə; în swahili: [tɑᵑɡɑˈɲikɑ]) a fost un stat suveran, care cuprindea partea continentală a Tanzaniei de astăzi, și a existat între 1961 și 1964.
Acesta și-a câștigat mai întâi independența față de Regatul Unit pe 9 decembrie 1961 ca regat din Commonwealth, având-o ca șef de stat pe Regina Elisabeta a II-a. Un an mai târziu, Tanganyika a devenit republică în cadrul Comunitatea Națiunilor.
După semnarea Articolelor Uniunii pe 22 aprilie 1964 și adoptarea Actului Uniunii pe 25 aprilie, Tanganyika s-a unit oficial cu Republica Populară Zanzibar pentru a forma Republica Unită Tanganyika și Zanzibar, cu ocazia Zilei Uniunii — 26 aprilie 1964.
Noul stat și-a schimbat numele în Republica Unită a Tanzaniei în decurs de un an.

## Istorie
În anii 1880, Tanganyika a fost inclusă în posesiunile coloniale ale Germaniei, sub denumirea de Africi de Est Germane. În timpul Primului Război Mondial, pe teritoriul Tanganyikăi au avut loc lupte între trupele germane, conduse de Paul von Lettow-Vorbeck, și forțele Antantei. După înfrângerea Germaniei în război și prăbușirea imperiului colonial german, Marea Britanie a primit un mandat din partea Ligii Națiunilor pentru administrarea teritoriului, care a primit oficial numele de Tanganyika.
Tanganyika era inițial formată din Teritoriul Tanganyika — partea britanică a fostei Africi de Est Germane — pe care britanicii au preluat-o în 1922 sub mandatul Ligii Națiunilor, și care a fost transformată ulterior într-un teritoriu sub tutelă al Organizației Națiunilor Unite după Al Doilea Război Mondial. Cealaltă parte majoră a Africi de Est Germane a fost plasată sub tutela Belgiei, devenind în cele din urmă Burundi și Rwanda de astăzi.

### Legea Independenței Tanganyikăi din 1961

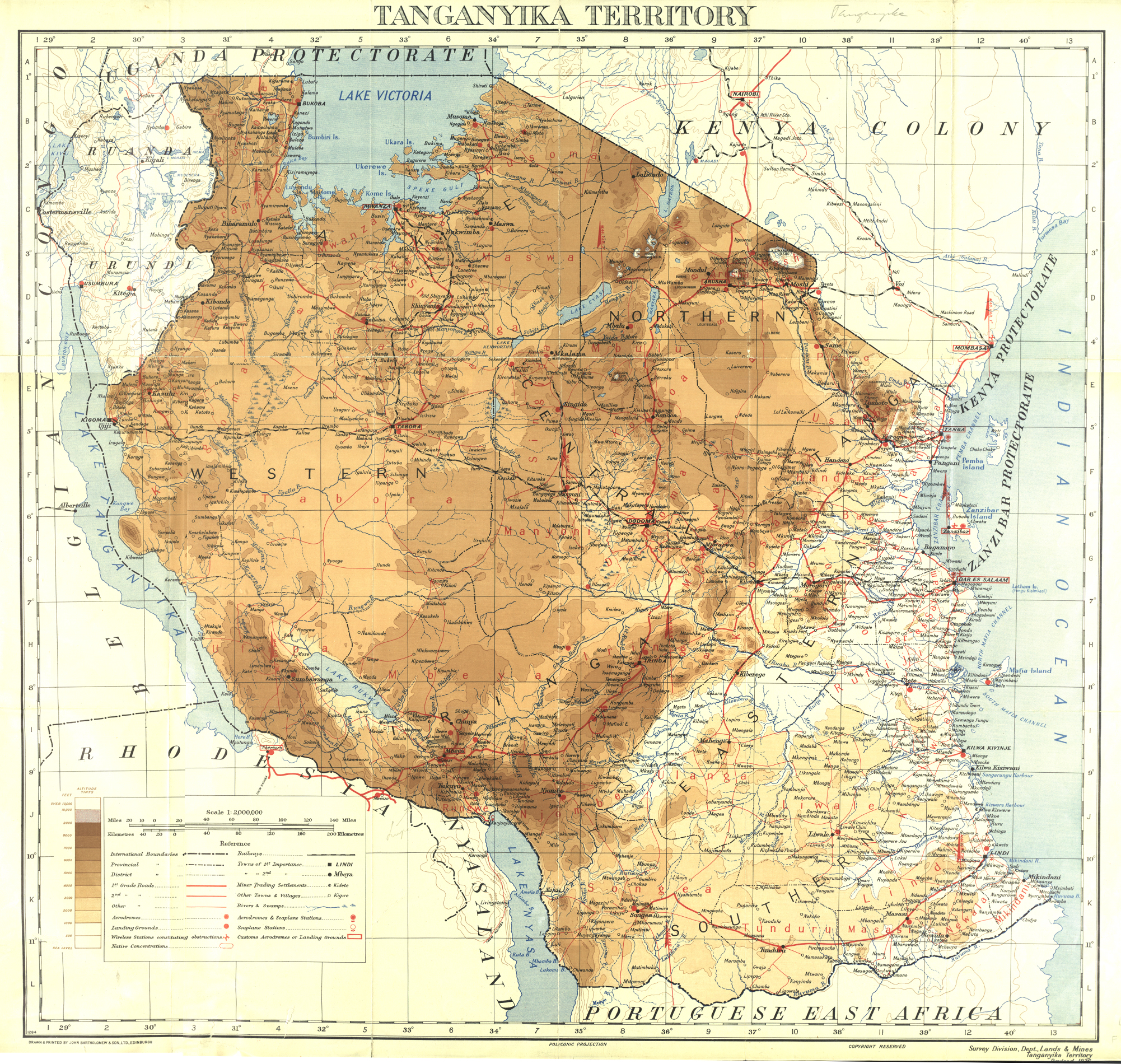
Teritoriul Statului Tanganyika

Legea Independenței Tanganyikăi din 1961 (10 & 11 Eliz. 2. c. 1) a transformat teritoriul aflat sub tutela ONU într-un stat suveran independent, cu Elisabeta a II-a drept regină a Tanganyikăi. Rolurile constituționale ale monarhului erau exercitate în mare parte de către Guvernatorul General al Tanganyikăi.
În 1962, Tanganyika a adoptat o nouă constituție care a abolit monarhia, iar Adunarea Națională (formată în majoritate din membri ai Partidului Uniunea Națională Africană Tanganyikă) a revizuit profund constituția pentru a favoriza un executiv puternic, condus de un președinte.
Tanganyika a devenit astfel o republică în cadrul Commonwealth-ului Națiunilor, cu Julius Nyerere ca președinte al Tanganyikăi. După unirea Tanganyikăi cu Zanzibarul, o constituție provizorie, adaptată din cea din 1962, a devenit documentul guvernamental. Deși avea un caracter temporar, aceste constituții au rămas în vigoare până în 1977.
La 26 aprilie 1964, unificarea Tanganyikăi și a Zanzibarului, care fusese pentru scurt timp – până la 12 ianuarie 1964 – o monarhie constituțională condusă de un sultan. Noul stat format a primit denumirea de Republica Unită a Tanganyikăi și Zanzibarului (care a fost în concordanță cu principiul Ujamaa promovat de Nyerere, care susținea un naționalism teritorial puternic.), denumire care, la 29 octombrie același an, a fost schimbată în Republica Unită a Tanzaniei. 
Numele Tanzania provine din combinarea primelor silabe ale numelor celor două foste state componente.

## Religia în Tanganyika

### Perioada colonială și mandatară
În timpul dominației coloniale germane (1880–1918) și ulterior britanice (1919–1961), religia a jucat un rol central în modelarea societății din Tanganyika. Misiunile creștine, atât catolice cât și protestante, au colaborat activ cu administrațiile coloniale în răspândirea educației și valorilor europene. Islamul era deja bine înrădăcinat, mai ales de-a lungul coastei și în centrele comerciale precum Dar es Salaam, Bagamoyo și Tanga, unde influența arabă și cultura swahili aveau o prezență istorică puternică.

### Religia în perioada independenței

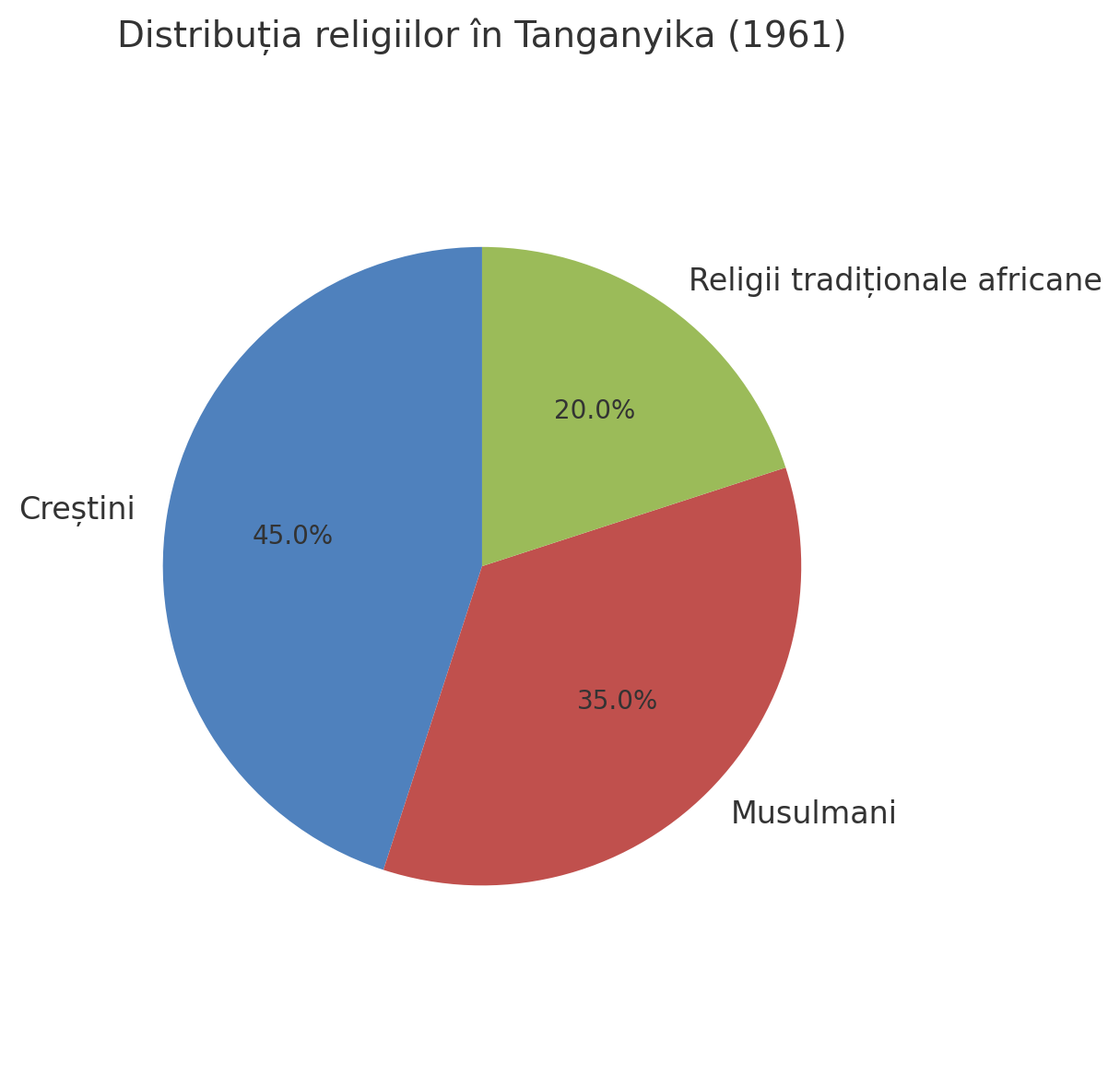
Estimare religioasă – Tanganyika (1961)

Odată cu independența obținută pe 9 decembrie 1961, nou-formata Republică Tanganyika, sub conducerea lui Julius Nyerere, a adoptat un model de stat secular, care promova libertatea religioasă și neutralitatea statului față de orice religie. Deși Nyerere era catolic practicant, el a subliniat în mod constant importanța unității naționale, dincolo de diviziunile religioase sau etnice, în spiritul filozofiei sale politice Ujamaa.

#### Unificarea cu Zanzibar
La 26 aprilie 1964, Tanganyika s-a unit cu Zanzibarul, un arhipelag cu o populație majoritar musulmană, formând Republica Unită a Tanganyikăi și Zanzibarului, redenumită mai târziu Tanzania. Zanzibarul a păstrat un grad considerabil de autonomie, inclusiv în ceea ce privește aspectele religioase. Aici, islamul este religia dominantă, iar tribunalele islamice (qadi courts) sunt autorizate să se ocupe de probleme de drept familial pentru musulmani, în paralel cu sistemul juridic național.